# (12100) Amiens
(12100) Amiens est un astéroïde de la ceinture principale.

## Description
(12100) Amiens est un astéroïde de la ceinture principale. Il fut découvert par Eric Walter Elst le 25 avril 1998 à l'ESO. Il présente une orbite caractérisée par un demi-grand axe de 2,59 UA, une excentricité de 0,038 et une inclinaison de 2,7° par rapport à l'écliptique.
Il fut nommé en hommage à la ville d'Amiens, en France.

## Compléments